# Loi physique
Pour les articles homonymes, voir loi (homonymie).

Plan incliné

Une loi définit, en physique, un rapport immuable entre plusieurs grandeurs.

## Concept
Une loi physique exprime une relation qui est vraie quelles que soient les conditions (entre certaines limites définissant le domaine de validité de la loi) dès lors que les deux mêmes variables sont en présence. Ainsi, Jules Jamin écrit que « quand une loi physique est constatée pour un corps arbitrairement choisi, on doit s'attendre à la retrouver dans tous les cas analogues ». La loi physique est donc une relation constante entre des quantités variables.
Une loi physique simple ne peut être décomposée en sous-lois.
Les lois physiques ont inspiré des lois dans d'autres champs du savoir, telles que les lois en économie aux XVIIe et XVIIIe siècles.